# Ansgar Nünning
Ansgar F. Nünning (* 4. Juni 1959 in Mettingen) ist ein deutscher Anglist und Literaturwissenschaftler.

## Leben
Nünning studierte von 1979 bis 1985 Anglistik, Geschichte und Pädagogik an der Universität in Köln und lehrte ab 1985 am dortigen Englischen Seminar. 1989 erfolgte die Promotion, 1994 die Habilitation. 1996 folgte er einem Ruf an die Justus-Liebig-Universität Gießen als Professor für Englische und Amerikanische Literatur- und Kulturwissenschaft. Er ist verheiratet mit der Anglistin, Philologin und Kulturwissenschaftlerin Vera Nünning.

## Wirken
Nünning veröffentlicht vor allem Werke zur englischen Literatur des 17. bis 20. Jahrhunderts. Weiterer Schwerpunkt seiner Forschung sind Literatur- und Kulturtheorie (Narratologie, New Historicism, Gender Studies, Mentalitätsgeschichte, komparatistische Imagologie, radikaler Konstruktivismus).
Ansgar Nünning wurde 2007 mit dem mit 30.000 Euro dotierten Preis „Exzellenz in der Lehre“ für sein strukturiertes Angebot für die literatur- und kulturwissenschaftliche Doktorandenausbildung an der Justus-Liebig-Universität Gießen ausgezeichnet. Er ist der Direktor des International Graduate Centre for the Study of Culture (GCSC).

## Werke
- Grundzüge eines kommunikationstheoretischen Modells der erzählerischen Vermittlung. Die Funktion der Erzählinstanz in den Romanen George Eliots. Trier (WVT), 1989. ISBN 3-922031-48-X [zugleich Dissertation Köln 1989].
- Von historischer Fiktion zu historiographischer Metafiktion. Trier (WVT), 1995 [zugleich Habilitationsschrift, Köln 1994].
  - Tl. 1: Theorie, Typologie und Poetik des historischen Romans. ISBN 3-88476-166-8
  - Tl. 2: Erscheinungsformen und Entwicklungstendenzen des historischen Romans in England seit 1950. ISBN 3-88476-168-4
- Metzler Lexikon Englischsprachiger Autorinnen und Autoren. 631 Porträts – Von den Anfängen bis zur Gegenwart. Hrsg. von Eberhard Kreutzer und Ansgar Nünning, Metzler, Stuttgart/Weimar 2002, ISBN 3-476-01746-X
- Metzler Lexikon Literatur- und Kulturtheorie: Ansätze – Personen – Grundbegriffe. Hrsg. von Ansgar Nünning. Metzler, Stuttgart/Weimar, 5. aktualisierte und erweiterte Auflage 2013, ISBN 978-3476024763.

## Herausgebertätigkeiten wissenschaftlicher Buchreihen
- Media and Cultural Memory/Medien und kulturelle Erinnerung (MCM) (mit Astrid Erll) (De Gruyter)
- Concepts for the Study of Culture (CSC). (Mit Doris Bachmann-Medick, Horst Carl, Wolfgang Hallet) (De Gruyter).
- Uni Wissen Anglistik/Amerikanistik (Klett)
- Uni Wissen Kernkompetenzen (Klett)
- WVT-Handbücher zum literaturwissenschaftlichen Studium (mit Vera Nünning) (Wissenschaftlicher Verlag Trier)
- ELCH - Studies in English Literary and Cultural History / ELK - Studien zur Englischen Literatur- und Kulturwissenschaft (mit Vera Nünning) (Wissenschaftlicher Verlag Trier)
- WVT-Handbücher zur Literatur- und Kulturdidaktik (Herausgeberschaft mit Wolfgang Hallet) (Wissenschaftlicher Verlag Trier)